# Станка Стјепановић
Станка Стјепановић је редовни професор на ужој научној области Грађанско право. На Правном факултету Универзитета у Источном Сарајеву предаје од 2000. године.

## Биографија
Станка Стјепановић је рођена 21. маја 1954. године у Славонској Пожеги. Дипломирала је на Правном факултету Свеучилишта у Загребу 1978. године. Магистарску тезу под насловом „Улога органа старатељства у области односа родитеља и дјеце“ одбранила је на Правном факултету Универзитета у Београду 1986. године. Докторску дисертацију на тему „Системи диобе имовине брачних другова“ одбранила је на Правном факултету Универзитета у Београду 1989. године. При Правном факултету Универзитета у Источном Сарајеву ради од 2000. године. Држи наставу из предмета Породично право и Увод у грађанско право, те Правне послове грађанског права, Имовински односи супружника, Права дјетета и Нотаријално право. Руководилац је Катедре за грађанско право. У више наврата обављала је функцију продекана за научно-истраживачки рад. Такође је обављала функцију продекана за финансије на Правном факултету Универзитета у Источном Сарајеву, те је била и члана Сената Универзитета у Источном Сарајеву. Члан је Удружења правника Републике Српске. Аутор је двају монографија, три уџбеника и 36 стручних и научних радова.

## Објављени радови
- Практикум из породичног права, Правни факултет Универзитета у Српском Сарајеву, Пале, 2002;
- Породично право (коаутори Марко Младеновић, Милорад Живановић), Правни факултет у Српском Сарајеву, Српско Сарајево, 2003;
- Системи деобе имовине брачних другова, Правни факултет Универзитета у Источном Сарајеву, Источно Сарајево, 2008;
- Ванпарница теорија – пракса (коаутори Недељко Милијевић, Селма Шаћировић), Удружење правника Републике Српске, Бања Лука, 2010;
- Практикум из породичног права, Правни факултет Универзитета у Источном Сарајеву, Источно Сарајево, 2014;
- Изабране студије из брачног права (приређивач), Православни богословски факултет „Свети Василије Острошки“, Фоча, 2015;
- Сарајевски препис Законоправила Светог Саве из XIV вијека (приређивач), Дабар, Добрун, 2013.
- Брачни уговори – генератори развода брака, Међународна научна конференција, Косовска Митровица, 2011;
- Медији и насиље у породици, Међународна научна конференција, Правни факултет Универзитета у Београду, Београд, 2012;
- Први уџбеник грађанског и црквеног права Јефтимија Јовановића, Зборник радова „Хармонизација грађанског права у региону“, Правни факултет Универзитета у Источном Сарјеву, Источно Сарајево, 2013.
- Хранитељство за одрасла и старија лица, Зборник радова ПРАВЕДНО ПРАВО И СТВАРНОСТ“, Копаоницка скола природног права,2017
- Кршење права дјетета у пренаталном период, Зборник радова науцне конференције БИОЕТИКА И БИОПРАВО, Софија 2017.